# مارکو پولو (مجموعه تلویزیونی)
مارکو پولو (انگلیسی: Marco Polo) سریال درام تاریخی آمریکایی است که چند فصل آن در سال‌های ۲۰۱۴ تا ۲۰۱۶ از شبکه نتفلیکس پخش شد.

## داستان
داستان سریال که در قرن سیزدهم اتفاق می‌افتد از این قرار است که:
در دنیایی که از حرص و طمع، قدرت و زورگویی و رقابت‌های کثیف پر شده است, تاجر و جهانگرد ونیزیِ مشهور مارکو پولو خود را در دربار کوبلای خان، پادشاه مغولها می‌بیند. پدرش او را بعنوان وثیقه نزد کوبلای خان گذاشته و او در آن محیط پرورش یافته و به یکی از خدمتگذاران بالا مقام دربار تبدیل می‌شود.

## بازیگران
در زیر نام بازیگران و نقش‌هایشان آمده است. همچنین این سریال در ایران از سوی سامانه نمایش درخواستی نماوا با همکاری صداپیشگان زیر دوبله شده  است:
| شماره | بازیگر                 | نقش            | صداپیشه          | توضیحات                                                                               |
| ----- | ---------------------- | -------------- | ---------------- | ------------------------------------------------------------------------------------- |
| ۱     | لورنزو ریکلمی          | مارکوپولو      | سعید مظفری       |                                                                                       |
| ۲     | بندیکت وانگ            | قوبلای خان     | خسرو شمشیرگران   |                                                                                       |
| ۳     | چین هان                | جیا سیداو      | غلامرضا صادقی    |                                                                                       |
| ۴     | رمی هیل                | شاهزاده جین‌گیم | سعید شیخ‌زاده     | ولیعهدِ خان                                                                            |
| ۵     | اولی لاتوکفو           | بیام‌با         | صالح کسروی       | ناپاک‌زادهٔ خان                                                                         |
| ۶     | ماهش جادو              | احمد بناکتی    | خشایار شمشیرگران | یک مسلمان ایرانی اهل بخارا که وزیر دارایی و فرزندخواندهٔ خان است                       |
| ۷     | عمرو واکد              | یوسف           | خشایار شمشیرگران |                                                                                       |
| ۸     | اویویا چنگ             | جیا می‌لین      | زهره شکوفنده     | صیغهٔ امپراتور فقید لیزونگ سونگ و خواهر صدراعظم جیا سیداو                              |
| ۹     | جوآن چن                | ملکه چابی      | ---              | ملکهٔ قوبلای خان                                                                       |
| ۱۰    | ژو ژو                  | کوکوچین        | ---              | خدمتکار شاهدخت کوکاچین پرنسس آبی قبیلهٔ بایایوت که خود را به عنوان خود شاهدخت جا میزند |
| ۱۱    | لورنس مکور             | زابینگ         | خسرو شمشیرگران   | محافظ شاهدخت کوکاچین                                                                  |
| ۱۲    | کیم کلودیا             | قوتولون        | فریبا رمضان‌پور   | ---                                                                                   |
| ۱۳    | نیکلاس بودورث          | تولگا          | رضا الماسی       | عاشق کوکوچین که از سوی خود کوکوچین کشته می‌شود                                         |
| ۱۴    | آمارسایخان بالجین‌یامین | اریق بوقا      | ---              | برادر قوبلای‌خان که از سوی خود قوبلای کشته می‌شود                                       |
| ۱۵    | پیرفرانچسکو فاوینو     | نیکولو پولو    | منوچهر والی‌زاده  | پدر مارکوپولو                                                                         |
| ۱۶    | کورادو اینورنیتسی      | مافئوپولو      | مجتبی فتح‌اللهی   | عموی مارکوپولو                                                                        |
| ۱۷    | تام وو                 | صدچشم          | رهبر نوربخش      | آموزگار شمشیرزنی مارکوپولو                                                            |
| ۱۸    | ریک یان                | کایدو          | حامد عزیزی       | پسرعمو و رقیب قوبلای خان و رهبر خانات اوگدی                                           |